# Saint-Martin-du-Fouilloux (Maine i Loara)
Saint-Martin-du-Fouilloux – miejscowość i gmina we Francji, w regionie Kraj Loary, w departamencie Maine i Loara.
Według danych na rok 2010 gminę zamieszkiwało 1 621 osób, a gęstość zaludnienia wynosiła 109 osób/km².